# Organización Mundial de Gastroenterología
La Organización Mundial de Gastroenterología (OMGE) es una federación médica internacional que agrupa a más de 100 sociedades nacionales y cuatro regionales de gastroenterología que representan a más de 50.000 individuos.
Sus prioridades se centran en “la mejora de los estándares de entrenamiento y educación en gastroenterología a nivel mundial”.
La asociación se fundó en 1935 y logró su personería en 1958. Originalmente, se conoció a la OMGE como la Organisation Mondiale de Gastroentérologie (OMGE) y fue renombrada como World Gastroenterology Organisation (WGO) en 2006.
Sus actividades incluyen iniciativas educacionales como el cuadrienal Congreso Mundial de Gastroenterología, los centros de entrenamiento, cursos Train the Trainers, campañas de promoción como el Día Mundial de la Salud Digestiva y guías clínicas globales (Global Guidelines) que están estructuradas según el principio de Cascadas que proporcionan soluciones viables que se pueden adaptar a los niveles variables de recursos disponibles en las diferentes partes del mundo.
La Fundación de la OMGE (WGO Foundation) fue incorporada en 2007 y se dedica a la recaudación de fondos para apoyar las iniciativas y actividades de la OMGE en educación.

## Historia
Georges Brohée (1887-1957), un cirujano belga que promovió la gastroenterología moderna, fue en gran parte responsable de la creación de la OMGE. La fundación de la Sociedad Belga de Gastroenterología en 1928 y la organización del primer Congreso Internacional de Gastroenterología en Bruselas fueron los grandes logros de Georges Brohée. El 29 de mayo de 1958, en la primera Conferencia Mundial de Gastroenterología, los esfuerzos de Georges Brohée culminaron en la constitución de la “Organisation Mondiale de Gastroentérologie” (OMGE).
El Dr. H. L. Bockus fue el primer presidente de la organización. Su principal objetivo fue mejorar los estándares de la formación y de la capacitación en gastroenterología.
Los países desarrollados fueron el foco inicial de la organización. Actualmente la OMGE tiene un enfoque global con énfasis en las regiones en vías de desarrollo.

## Objetivos
La OMGE tiene los siguientes objetivos:
- Promover el conocimiento público de los desórdenes digestivos a nivel mundial.
- Proveer estándares más altos en educación y entrenamiento a nivel mundial y evaluar de manera objetiva los resultados de dichos procesos.
- Crear una red educativa fácilmente accesible y relevante a gastroenterólogos en países emergentes y apoyar su desarrollo profesional a nivel local.
- Promover enfoques multidisciplinarios en prevención primaria, tamizaje, detección temprana y óptima asistencia médica de los cánceres digestivos.
- Promover un enfoque ético de todos los aspectos de la práctica de la gastroenterología.
- Promover la formación de organizaciones nacionales de gastroenterología.
- Apoyar y colaborar estrechamente con todas las organizaciones interesadas en los desórdenes digestivos, inclusive la enfermería, otros trabajadores del campo de la asistencia sanitaria y grupos de pacientes organizados.
- Solicitar apoyo financiero para emprender las actividades y los programas globales y relacionados con las sociedades de países emergentes.
- Comunicar de manera regular el plan estratégico, las actividades y los resultados de la OMGE a sus constituyentes.

## Estructura
La dirección general de la OMGE es realizada por un Consejo de Gobierno (Governing Council), por cuyo intermedio aplica las acciones necesarias para alcanzar sus objetivos y cumplir con su misión. 
El Comité Ejecutivo (Executive Committee) supervisa la realización de varios programas de la organización y consiste en el Presidente, Vicepresidente, Presidente precedente, Coordinador de la Educación y Entrenamiento, Secretario General, Tesorero, Representante de la IDCA, Presidente del Comité de Clínicas Globales y Publicaciones y Coordinador de nuevos proyectos. 
La Asamblea General revisa y aprueba las propuestas del Consejo de Gobierno y atiende a otros asuntos (incluyendo el lugar de realización del Congreso Mundial). La Asamblea General se compone de los representativos de todas las sociedades nacionales, o sociedades miembros, y las asociaciones regionales. Cada sociedad miembro tiene un voto en la Asamblea General.
Además, la OMGE tiene un número de comités inclusive:
- El Comité de Finanzas
- El Comité de Guías Clínicas Globales y Publicaciones
- El Comité de Nominaciones
- El Comité de Educación y Entrenamiento
- El Consejo Editorial

La elección de los miembros del Comité Ejecutivo, y de los Comités se realiza en la Asamblea General, que tiene lugar durante el cuadrienal Congreso Mundial de Gastroenterología.

## Actividades

### Actividades educacionales

#### Centros de Entrenamiento
Actualmente existen 13 Centros de Entrenamiento de la OMGE:
- Bangkok, Tailandia
- Bogotá, Colombia
- El Cairo, Egipto
- Karachi, Pakistán
- La Paz, Bolivia
- La Plata, Argentina
- Ciudad de México, México
- Rabat, Marruecos
- Ribeirão Preto, Brasil
- Roma, Italia
- Santiago de Chile, Chile
- Soweto, Sudáfrica
- Suva, Fiyi

#### Alianza Internacional contra el Cáncer Digestivo (IDCA)
La Alianza Internacional contra el Cáncer Digestiva (IDCA) es una división oficial de la OMGE. Su misión global es “Promover el conocimiento, el tamizaje, la detección temprana y la óptima asistencia médica de los pacientes con cánceres digestivos a nivel de gobiernos, público y de los profesionales de la salud, a través de actividades educativas, incluyendo los Centros de Entrenamiento y el programa Train the Trainers de la OMGE”.

### Las guías clínicas globales
Las guías clínicas globales de la OMGE incluyen actualmente:
- Diarrea aguda
- Litiasis vesicular asintomática
- Enfermedad celíaca
- Tamizaje del cáncer colorrectoral
- Estreñimiento
- Enfermedad diverticular
- Disfagia
- Desinfección de endoscopios
- Várices esofágicas
- Helicobacter pylori en países en desarrollo
- Hepatitis B
- Malabsorción
- Manejo de la hepatitis viral aguda
- Manejo de la ascitis como complicación de la cirrosis en adultos
- Manejo de la estrongiloidiasis
- Herida producida por punción con aguja
- Osteoporosis
- Probióticos y prebióticos
- Estrategias para reducir la prevalencia de la resistencia antimicrobiana

### Campañas de concientización pública

#### Campañas promocionales
En 2008, junto a la empresa Danone, la OMGE lanzó una campaña global para mejorar la salud digestiva, bajo el nombre de ”La Salud y la Nutrición Óptimas”. La campaña forma parte de un acuerdo de tres años entre la OMGE y Danone para "ayudar a mejorar la conciencia pública sobre los desórdenes digestivos y la importancia de mantener una buena salud digestiva”.

#### El Día / Año Mundial de Salud Digestiva
La OMGE celebra el Día Mundial de Salud Digestiva (World Digestive Health Day) cada 29 de mayo y ha iniciado una campaña mundial de salud pública a través de sus sociedades nacionales y sus 50,000 miembros individuales. Cada año se enfoca el DMSD en un desorden digestivo particular y se aspira a mejorar la conciencia pública sobre su prevención y tratamiento. Los temas del DMSD han incluido:
- 2005: Salud y nutrición
- 2006: Infección por Helicobacter pylori
- 2007: Hepatitis viral
- 2008: La Nutrición óptima en la salud y enfermedad
- 2009: Síndrome del intestino irritable
- 2010: Enfermedades inflamatorias del intestino

## Fundación
La Fundación de la OMGE fue establecida en 2007 para la recaudación de fondos para desarrollar y sostener sus programas globales enfocados en la educación y entrenamiento de médicos primariamente en países en vías de desarrollo. Tiene como objetivo satisfacer la creciente demanda de prevención y tratamiento de los desórdenes digestivos a nivel mundial.

### Objetivos
La Fundación tiene como objetivo obtener recursos financieros y apoyo en especie para permitir la realización de las metas y objetivos de la OMGE.
Los directores se eligen por mandatos de tres años.

### Actividades
La Fundación tiene actividades dirigidas a la recaudación de fondos incluyendo iniciar campañas de recaudación de fondos:
- El 50 Aniversario del Fondo para el Futuro
- Fondo ¨Global Mentor¨
- Trabajar en cooperación con la industria, organizaciones filantrópicas, etc.
- Solicitud a organizaciones de asistencia sanitaria, de salud y bienestar y otras organizaciones empresariales para donaciones.
- Solicitar apoyo para becas a organizaciones filantrópicas internacionales y organismos gubernamentales.
- Solicitud a médicos eminentes para su apoyo a los ¨Mentors Scholars Awards¨ de los que se benefician jóvenes procedentes de países con pocos recursos.
- Solicitud de colaboración a los 50,000 miembros de la OMGE
- Solicitud de apoyo al público general

La Fundación recauda fondos para apoyar las actividades de la OMGE en Educación y Entrenamiento, así como para las campañas de concientización pública.